# 九江市
九江市（きゅうこうし）は、中華人民共和国江西省北部に位置する地級市。市区部は長江（揚子江）沿岸の重要港湾都市となっている。

## 地理
北に長江を臨み、南に名山・廬山（世界遺産）が聳える。市名の由来は『書経・禹貢』に「九江孔殷」と見え、長江がこの付近で諸川を集め水勢を強めることをいう。湖北、安徽、江西三省が交界し、兵家必争の地でもある。

## 歴史
春秋時代は呉楚の地であり、戦国時代には楚国に属した。秦代に九江郡が設置され、前漢初には一時、淮南国が置かれたが、間もなく九江郡に復し、柴桑・彭澤二県が設置された。以後は江州と呼ばれたり、九江郡となったりしたが、元代に江西行省江州路が設置され、明初に江西布政使司隷下の九江府、清代には江西省九江府となった。清末には太平天国の支配下に入ったこともあった。
民国時代の1917年に九江市が成立したが、1936年に中国国民党政府によって九江県と改められ、1949年5月7日人民解放軍入城、中国共産党政権下で7月19日九江市人民政府（市区のみ）が成立、文化大革命期の革命委員会を経て1980年省直轄市となり、1983年市が県を管理する「区級市」に昇格した。
1998年には長江の洪水により大水害に見舞われた。

## 行政区画
3市轄区・3県級市・7県を管轄する。
- 市轄区：
  - 潯陽区・濂渓区・柴桑区
- 県級市：
  - 瑞昌市・共青城市・廬山市
- 県：
  - 永修県・武寧県・修水県・都昌県・彭沢県・湖口県・徳安県

| 九江市の地図                                                                                             |
| --- |
| 1 濂渓区 柴桑区 武寧県 修水県 永修県 徳安県 都昌県 湖口県 彭沢県 瑞昌市 共青城市 廬山市 1. 潯陽区 鄱陽湖 |

### 年表
この節の出典

#### 九江地区
- 1949年10月1日 - 中華人民共和国江西省九江専区が成立。九江市・九江県・瑞昌県・武寧県・徳安県・星子県・修水県・永修県が発足。(1市7県)
- 1949年10月 - 贛東北行政区鄱陽専区都昌県・彭沢県・湖口県を編入。(1市10県)
- 1950年4月18日 - 九江市の一部が分立し、省直轄県級行政区の廬山管理局が発足。(1市10県)
- 1953年7月21日 - 廬山管理局が特別区に移行し、廬山特別区となる。(1市10県)
- 1956年7月20日 - 湖北省黄岡専区陽新県の一部が瑞昌県に編入。(1市10県)
- 1960年9月30日 - 九江県が九江市に編入。(1市9県)
- 1962年10月20日 - 九江市の一部が分立し、九江県が発足。(1市10県)
- 1967年3月28日 - 廬山管理局が九江市に編入。(1市10県)
- 1969年10月 - 永修県の一部が宜春専区新建県・安義県の各一部と合併し、南昌市梅嶺管理区となる。(1市10県)
- 1970年10月7日 - 九江専区が九江地区に改称。(1市10県)
- 1977年1月24日 - 九江市の一部が分立し、省直轄県級行政区の廬山管理局となる。(1市10県)
- 1980年3月28日 - 九江市が地級市の九江市に昇格。(10県)
  - 星子県・九江県の各一部が九江市廬山区に編入。
- 1981年5月27日 - 永修県の一部が南昌市湾里区に編入。(10県)
- 1983年7月27日 - 九江県・彭沢県・湖口県・都昌県・星子県・永修県・徳安県・瑞昌県・武寧県・修水県が九江市に編入。

#### 九江市
- 1980年3月28日 - 九江地区九江市が地級市の九江市に昇格。潯陽区・郊区が成立。(3区)
  - 廬山管理局を編入。
  - 廬山管理局が区制施行し、廬山区となる。
  - 九江地区星子県・九江県の各一部が廬山区に編入。
- 1983年7月27日 - 九江地区九江県・彭沢県・湖口県・都昌県・星子県・永修県・徳安県・瑞昌県・武寧県・修水県を編入。(3区10県)
- 1984年12月13日 - 廬山区の一部が潯陽区に編入。(3区10県)
- 1987年8月22日 - 郊区が廬山区に編入。(2区10県)
- 1989年12月20日 - 瑞昌県が市制施行し、瑞昌市となる。(2区1市9県)
- 1990年2月17日 - 潯陽区の一部が廬山区に編入。(2区1市9県)
- 2010年9月10日 - 徳安県・永修県・星子県の各一部が合併し、共青城市が発足。(2区2市9県)
- 2016年3月20日 (2区3市8県)
  - 星子県および廬山区の一部が合併し、廬山市が発足。
  - 廬山区が濂渓区に改称。
- 2017年7月18日 - 九江県が区制施行し、柴桑区となる。(3区3市7県)

## 経済
2011年の国内総生産額は対前年比13.2%増の1,256.41億人民元、一人当たり生産額は26,570元、市政府財政収入は161.81億元であった。

## 交通

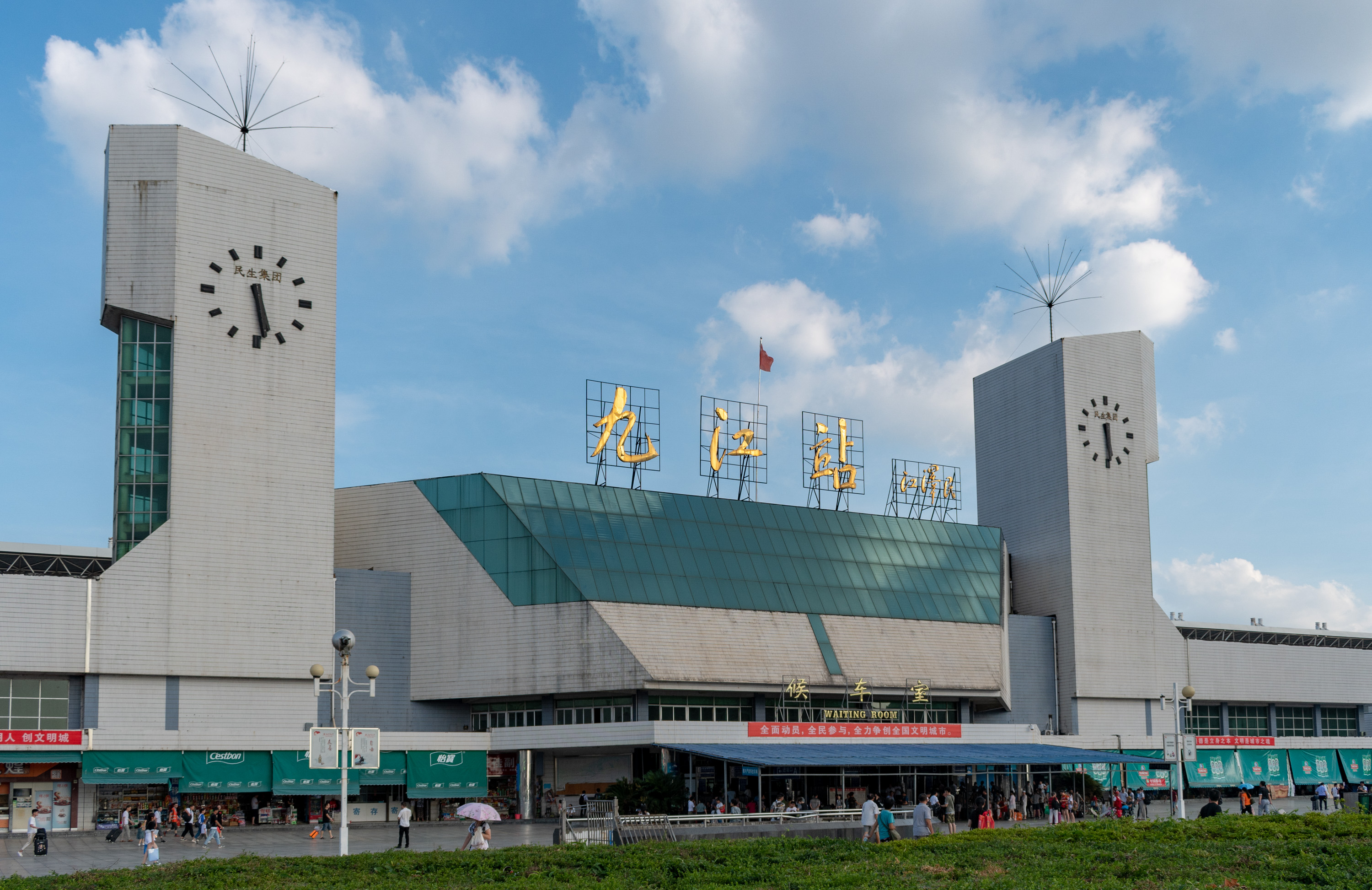
九江駅

### 航空
- 九江廬山空港（中国語版）

### 鉄道
中国鉄路総公司 - 市の代表駅は九江駅であり、下記の路線の列車が発着する。当駅と省都の南昌の間は高速列車で約1時間である。その他、武漢、杭州、上海なども高速鉄道で到達可能。
- 武九旅客専用線（中国語版）
- 昌九都市間鉄道（中国語版）
- 合九旅客専用線（中国語版）
- 京九線
- 武九線
- 合九線（中国語版）
- 衢九線（中国語版）
- 銅九線（中国語版）

### 道路
- 高速道路
  - 大広高速道路
  - 杭瑞高速道路
  - 福銀高速道路
  - 彭湖高速道路
  - 永武高速道路
  - S22 都九高速道路
  - S32 修平高速道路
  - S37 九江環状高速道路
- 国道
  - G105国道
  - G316国道

## 教育
- 九江学院

## 対外関係
九江は清朝末期の1858年の天津条約で長江沿岸の対外通商港（条約港）に指定され、1861年にはイギリス租界も形成された。民国期の1913年には日本の台湾銀行九江分行も設置された。租界は1927年に返還され、中華民国外交部直轄の「九江特別区」が設置されるが、1930年に廃止となっている。日中戦争中は日本軍の占領下に置かれた。新中国の成立により対外関係は断絶したが、1992年沿江対外開放都市に指定され、外国投資を集めて工業都市として発展している。
友好都市としてはオーストラリアのバウバウ郡 (en:Shire of Baw Baw) 、スロベニアのコペール市、日本岡山県玉野市と提携している。

## 健康・医療・衛生
- 九江市第三人民医院
- 瑞昌市人民医院（瑞昌市）
- 共青城市人民医院（共青城市）
- 廬山市人民医院（廬山市）
- 修水県人民医院（修水県）
- 武寧県人民医院（武寧県）
- 永修県人民医院（永修県）
- 徳安県人民医院（徳安県）
- 都昌県人民医院（都昌県）
- 彭沢県人民医院（彭沢県）
- 湖口県人民医院（湖口県）

## 姉妹都市
- ルイビル、アメリカ合衆国
- カヤーニ、フィンランド
- コペル、スロベニア